# Sam Matekane

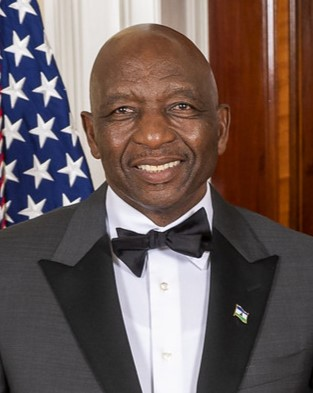
Sam Matekane (2022)

Ntsokoane Samuel Matekane (* 15. März 1958 in Mantsonyane, Basutoland) ist ein lesothischer Unternehmer und Politiker, der seit dem 28. Oktober 2022 als Premierminister von Lesotho amtiert. Er gilt als die reichste Person des Landes. Sein Vermögen hat er hauptsächlich im Diamantenabbau erworben.

## Leben
Matekane wurde 1958 als siebtes von 14 Kindern seiner Eltern in dem abgelegenen Dorf Mantsonyane im damaligen britischen Basutoland, dem heutigen Lesotho, geboren. Matekane besuchte die Grundschule und arbeitete danach in seinem Heimatdorf in der Landwirtschaft. Später ging er in die Hauptstadt Maseru und schloss die 10. Klasse ab. Danach arbeitete er im Nachbarland Südafrika als Mechaniker und im Bergbausektor. Nach kurzer Zeit kehrte er in sein Heimatland zurück und begann als Verkäufer von Wolle, Mohair und anderen Waren zu arbeiten. Matekane gründete 1986 die Matekane Group of Companies (MGC), die anfangs als Vertriebsunternehmen für Baumaschinen tätig war. Später investierte er in den Straßenbau, wurde Subunternehmer für eine Diamantenmine (2004) und versuchte sich in der Luftfahrt (2009). Auch im Immobiliensektor wurde er tätig. Matekane trat außerdem gesellschaftlich als Philanthrop in Erscheinung und investierte in sein Heimatdorf Mantsonyane und baute Stadien, Schulen und Theater im Land. Während der COVID-19-Pandemie in Lesotho kaufte er Testgeräte, Impfstoffe und andere medizinische Bedarfsartikel und spendete sie.
Im März 2022 gab Matekane eine Pressekonferenz in seinem Boutique-Hotel und verkündete seinen Wechsel in die Politik und die Gründung der Partei Revolution for Prosperity (RFP). Sein selbstfinanzierter Wahlkampf für die Wahlen 2022 profitierte von einer hohen Präsenz in den sozialen Medien und vor allem junge Leute fühlten sich von seiner Botschaft angesprochen. Seinen Wahlkampf führte er unter dem Motto Make Lesotho great again. Seine neu gegründete Partei RFP verfehlte bei den Wahlen nur knapp die absolute Mehrheit in der Nationalversammlung. Sein Wahlkampf war eine PR-Kampagne, wie es sie in diesem Land noch nie gegeben hatte. Sein Wahlsieg wurde dadurch ermöglicht, dass er mehr Geld ausgab und sich erfolgreich als kompetenten Newcomer inszenieren konnte. Während des Wahlkampfs wurde er als Außenseiter betrachtet, was zu seiner Beliebtheit beitrug. Im Oktober 2022 wurde er als Anführer einer Koalitionsregierung zum Premierminister Lesothos vereidigt. Er kündigte an, Lesotho wie sein Unternehmen zu führen und verkündete Pläne zur Korruptionsbekämpfung und zur wirtschaftlichen Entwicklung bei seiner Amtseinführung.